# Kenny MacAskill

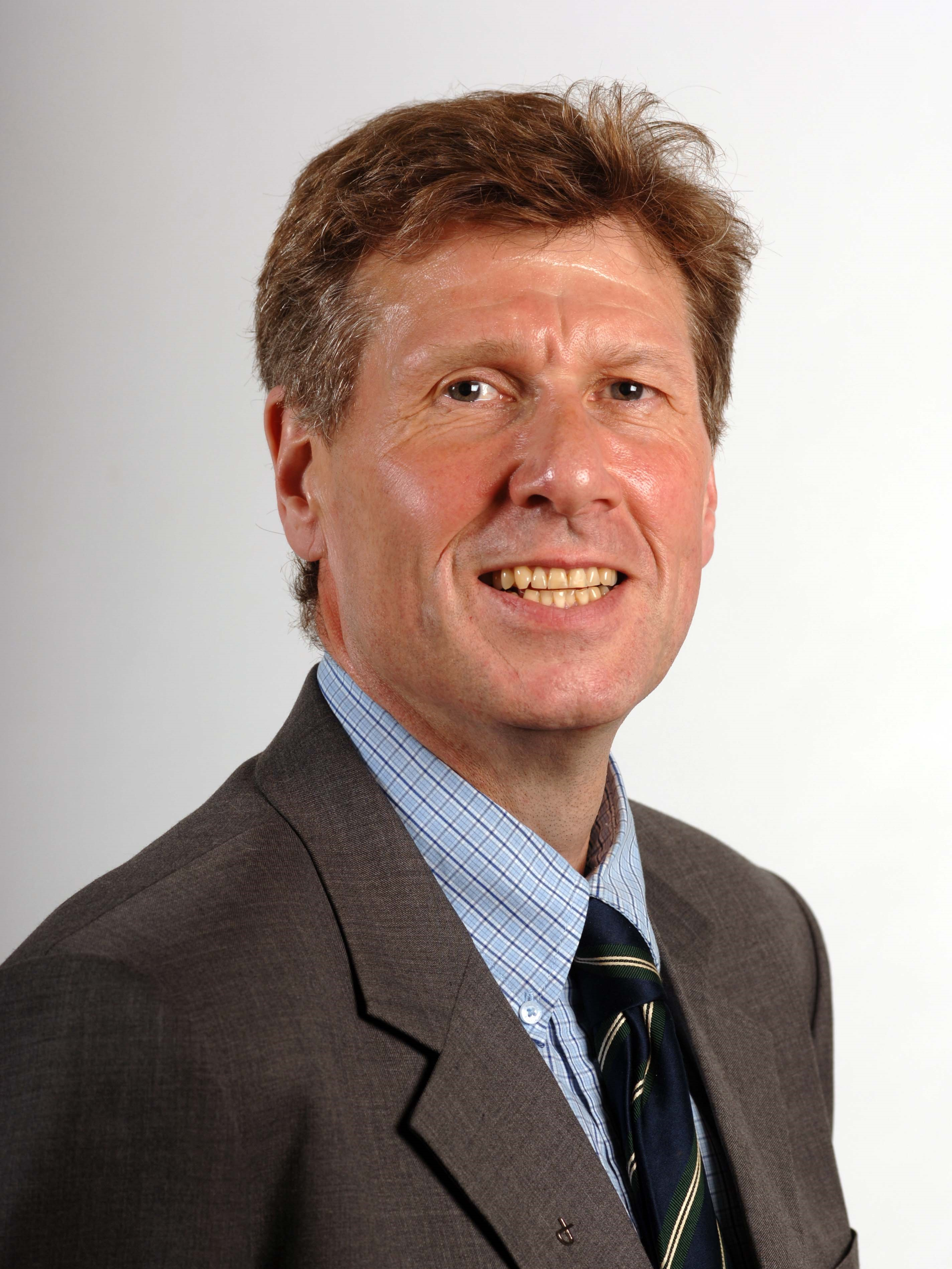
Kenny MacAskill

Kenny MacAskill (schottisch-gälisch Coinneach MacAsgaill; * 28. April 1958 in Edinburgh, Schottland) ist ein britischer Rechtsanwalt und Politiker (Alba Party, zuvor SNP). Er war von 2007 bis 2014 Justizminister in Schottland. Am 25. März 2025 wurde er zum Vorsitzenden der Alba Party gewählt.

## Leben
MacAskill besuchte die Linlithgow Academy und studierte dann Rechtswissenschaft an der University of Edinburgh. Danach arbeitete er als Rechtsanwalt.

## Politischer Werdegang
In den 1990er Jahren gehörte er dem Flügel der SNP an, der eine schnelle Ausrufung der Unabhängigkeit Schottlands forderte und war oft mit dem heutigen Ersten Minister Alex Salmond nicht einverstanden. Seit 1999 war MacAskill Abgeordneter im Schottischen Parlament.
Bezüglich des Anschlages auf den Internationalen Flughafen Glasgow behauptete er, dass er nicht von einheimischen Bürgern Schottlands verübt worden sei, sondern von sich dort aufhaltenden Personen.
Am 20. August 2009 ordnete MacAskill die Freilassung des für den Lockerbie-Anschlag verurteilten, von Libyen jedoch als politischen Gefangenen angesehenen Abdel Basset Ali al-Megrahi aus dem Gefängnis an, da dieser an Krebs im Endstadium erkrankt war und nach Angaben von Ärzten weniger als drei Monate zu leben habe. Hillary Clinton hatte vor der Ankündigung seiner Entscheidung den Justizminister angerufen und ihn gedrängt, al-Megrahi nicht freizulassen. Tatsächlich starb Al-Megrahi erst im Mai 2012.
Ende März 2021 wechselte MacAskill von der SNP zur kurz zuvor neu gegründeten Alba Party über. Am 25. März 2025 wurde er als Nachfolger des verstorbenen Alex Salmond mit knapper Mehrheit zu deren Vorsitzenden gewählt. Einzige Gegenkandidatin war Ash Regan.

## Veröffentlichungen
- Building a Nation - Post Devolution Nationalism in Scotland (2004)
- Agenda for a New Scotland - Visions of Scotland 2020